# El día de los enamorados (canción)
El día de los enamorados, es una canción de 1959, tema principal de la película homónima de Fernando Palacios.

## Descripción
Heredera directa de su predecesora Las chicas de la Cruz Roja, la canción celebra el amor de cuatro jovencitas en el Madrid de los años 1950 el día de San Valentín.

## Versiones
La canción ha sido versionada, entre otros, por Luisita Tenor (1959), Ana María "Cachito", Karina y la banda El Consorcio en su LP Programa doble (1996). También existe una versión en catalán titulada El dia de los enamorats (1959), de las Hermanas Serrano.
Interpretada por la propia Concha Velasco, protagonista de la película, en su espectáculo ¡Mamá, quiero ser artista! (1986).
Además, fue versionada en el programa de televisión Telepasión (1995) de La 1 de TVE por Terelu Campos, José Manuel Parada, Concha Galán y Jose Toledo.